# Eragrostis dayanandanii
Eragrostis dayanandanii là một loài thực vật có hoa trong họ Hòa thảo. Loài này được Ravich., Krishnan & N.P.Samson mô tả khoa học đầu tiên năm 1996.